# Epigynopteryx lioloma
Epigynopteryx lioloma är en fjärilsart som beskrevs av Louis Beethoven Prout 1931. Epigynopteryx lioloma ingår i släktet Epigynopteryx och familjen mätare. Inga underarter finns listade i Catalogue of Life.